# Anaplecta cornea
Anaplecta cornea är en kackerlacksart som beskrevs av Hanitsch 1925. Anaplecta cornea ingår i släktet Anaplecta och familjen småkackerlackor.

## Underarter
Arten delas in i följande underarter:
- A. c. cornea
- A. c. minor